# Yunhe (köpinghuvudort i Kina, Zhejiang Sheng, lat 30,47, long 120,30)
Yunhe är en köpinghuvudort i Kina. Den ligger i provinsen Zhejiang, i den östra delen av landet, omkring 28 kilometer nordost om provinshuvudstaden Hangzhou. Antalet invånare är 47 336. Befolkningen består av 23 552 kvinnor och 23 784 män. Barn under 15 år utgör 13,0 %, vuxna 15-64 år 76 %, och äldre över 65 år 10,0 %.
Runt Yunhe är det tätbefolkat, med 591 invånare per kvadratkilometer. Närmaste större samhälle är Xucun, 7,9 km sydost om Yunhe. Trakten runt Yunhe består till största delen av jordbruksmark.
Genomsnittlig årsnederbörd är 1 869 millimeter. Den regnigaste månaden är juni, med i genomsnitt 328 mm nederbörd, och den torraste är november, med 74 mm nederbörd.